# NGC 1741B
NGC 1741B is een spiraalvormig sterrenstelsel in het sterrenbeeld Eridanus. Het hemelobject ligt ongeveer 181 miljoen lichtjaar van de Aarde verwijderd. Het sterrenstelsel bevindt zich dicht bij NGC 1741A.

## Synoniemen
- Arp 259
- HCG 31B
- MCG -1-13-45
- PGC 16570
- VV 524